# Приступити до ліквідації
«Приступити до ліквідації» (рос. «Приступить к ликвидации») — російський радянський двосерійний детективний фільм Бориса Григор'єва, знятий на основі роману Едуарда Хруцького «Четвертий ешелон». Прем'єра відбулась у травні 1984 року, фільм зайняв провідне місце за касовими зборами.

## Сюжет фільму
У фільмі відображаються події весни 1945 року, напередодні кінця німецько-радянської війни. У західній Білорусі поблизу міста Гродно орудує злодійська організація під керівництвом Болеслава Крука. Вони займаються бандитизмом та грабіжництвом. В цей час у Москві знаходять труп Судіна, рецидивіста на прізвисько Мордьонок. Розслідуючи його смерть, оперативна група виходить на зв'язок Мордьонка з Круком. Посередником між ними виступає колишній льотчик Чистяков. Після розкаяння, він допомагає оперативникам вийти на Крука заради повної ліквідації його банди.

## В ролях
| Актор                  | Роль                    |
| ---------------------- | ----------------------- |
| Олег Стриженов         | полковник Данілов       |
| Михайло Жигалов        | співробітник Нікітін    |
| Василь Лановий         | капітан Чистяков        |
| Георгій Юматов         | полковник Серебровський |
| Надія Бутирцева        | співачка Лариса         |
| Олександр Філіппенко   | «Копчений»              |
| Ольга Сіріна           | Зоя                     |
| Володимир Гусєв        | «Хрест»                 |
| Леонід Білозорович     | Токмаков                |
| Олександр Галибін      | «Кузима»                |
| Артур Ніщенкін         | поштар Тутик            |
| Дмитро Орловський      | слідчий Чернишов        |
| Віктор Шульгін         | полковник Одінцов       |
| Іван Косих             | Лобанов                 |
| Олександр Пашутін      | Платонов                |
| Віталій Бєляков        | Болеслав Крук           |
| Борис Сморчков         | водій Чистякова         |
| Вадим Александров      | Петрович                |
| Олена Астаф'єва        | Зульфія                 |
| Микола Волков молодший | міліціонер              |
| Володимир Смирнов      | лейтенант Соколов       |
| Микола Погодін         | водій                   |
| Тетяна Гаврилова       | сусідка Судіна          |
| Люсьєна Овчинникова    | Климова                 |
| Вадим Вільський        | швейцар                 |
| Борис Григор'єв        | міліціонер              |
| Клавдія Козленкова     | прибиральниця           |
| Олена Морозова         | дівчинка на пожежі      |
| Володимир Піцек        | офіціант                |
| Алевтина Рум'янцева    | тітка Зої               |

## Знімальна група
- Режисер: Борис Григор'єв
- Сценарист: Едуард Хруцький
- Оператори: Петро Катаєв, Олександр Рибін
- Композитор: Георгій Дмитрієв